# Selenia ornata
Selenia ornata là một loài bướm đêm trong họ Geometridae.